# Gustavo Almada
Gustavo Javier Almada Gonzales (Itauguá, 29 aprile 1994) è un calciatore boliviano, portiere dell'Universitario Vinto.

## Biografia
Nato in Paraguay, ha trascorso la maggior parte della sua carriera in Bolivia dove ha ricevuto la cittadinanza.

## Carriera

### Club
Almada ha iniziato la carriera nelle divisioni inferiori del calcio paraguaiano, per poi trasferirsi in Bolivia nel 2016 al Torre Fuerte. Nel 2022 ha firmato con l'Universitario Vinto ed il 10 settembre dello stesso anno ha giocato il suo primo incontro nel calcio professionistico, sostituendo l'infortunato Raúl Olivares nell'incontro di Primera División perso 2-0 contro il Bolívar.

### Nazionale
Il 20 maggio 2024 ha ricevuto la prima convocazione con la nazionale boliviana per un'amichevole contro il Messico. Il 17 giugno seguente è stato incluso nella lista finale di convocati per la Copa América 2024.

## Statistiche

### Presenze e reti nei club
Statistiche aggiornate al 19 giugno 2024.
| Stagione        | Squadra             | Campionato      | Campionato | Campionato | Coppe nazionali | Coppe nazionali | Coppe nazionali | Coppe continentali | Coppe continentali | Coppe continentali | Altre coppe | Altre coppe | Altre coppe | Totale | Totale | Totale |
| Stagione        | Squadra             | Comp            | Pres       | Reti       | Comp            | Pres            | Reti            | Comp               | Pres               | Reti               | Comp        | Pres        | Reti        | Pres   | Reti   |        |
| --------------- | ------------------- | --------------- | ---------- | ---------- | --------------- | --------------- | --------------- | ------------------ | ------------------ | ------------------ | ----------- | ----------- | ----------- | ------ | ------ | ------ |
| 2022            | Universitario Vinto | PD              | 5          | -3         |                 | -               | -               |                    | -                  | -                  |             | -           | -           | 5      | -3     |        |
| 2023            | Universitario Vinto | PD              | 12         | -14        | CdL             | 3               | -4              |                    | -                  | -                  |             | -           | -           | 15     | -18    |        |
| 2024            | Universitario Vinto | PD              | 12         | -12        | CdL             | 0               | 0               | CS                 | 0                  | 0                  |             | -           | -           | 12     | -12    |        |
| Totale carriera | Totale carriera     | Totale carriera | 29+        | -29+       |                 | 3               | -4              |                    | 0                  | 0                  |             | -           | -           | 32+    | -33+   |        |